# Crisopelia
Crisopelia (en grec antic Χρυσοπέλεια), va ser, segons la mitologia grega, una nimfa hamadríada que vivia a l'Arcàdia, en un roure.
Una vegada, Arcas caçava per la zona i va veure un torrent que estava a punt d'arrencar l'arbre amb la seva fúria. La nimfa que hi habitava va suplicar-li que la salvés. Arcas, amb esforç, va aixecar un dic per tal de desviar el curs de l'aigua i va aconseguir que el roure seguís viu. En agraïment, la nimfa Crisopelia es va unir a ell i li va donar tres fills, Èlat, Azà i Afidant, que després van ser fundadors del poble arcadi.